# Estêvão
Estêvão Willian Almeida de Oliveira Gonçalves – kortweg Estêvão – (Franca, 24 april 2007) is een Braziliaans voetballer die doorgaans speelt als vleugelspeler. In juli 2025 verruilde hij Palmeiras voor Chelsea. Estêvão debuteerde in 2024 in het Braziliaans voetbalelftal.

## Clubcarrière
Estêvão speelde vanaf zijn tiende levensjaar in de jeugd van Cruzeiro. In 2021 maakte hij de overstap naar de opleiding van Palmeiras. Zijn professionele debuut maakte hij op 7 december 2023, tegen zijn oude club Cruzeiro. Namens die club maakte Nikão gelijk, nadat Endrick de score had geopend: 1–1. Estêvão mocht van coach Abel Ferreira in de achtenzeventigste minuut invallen voor Mayke. Door dit gelijkspel pakte Palmeiras de Braziliaanse landstitel. Met zijn invalbeurt werd de aanvaller de op drie na jongste speler uit de clubgeschiedenis.
Zijn eerste professionele doelpunt maakte hij op 24 april 2024, toen in de CONMEBOL Libertadores gespeeld werd tegen Liverpool. Die ploeg had de score geopend, waarna Palmeiras op voorsprong wist te komen. In de zesenzestigste minuut maakte Estêvão de 3–1, wat later ook de eindstand bleek te zijn. Met zijn treffer werd hij op Ângelo Gabriel en Endrick na de jongste Braziliaanse doelpuntenmaker in deze continentale competitie.
Op 22 juni 2024 maakte Premier League-club Chelsea bekend dat Estêvão zich in de zomer van 2025 bij de club zou aansluiten, op zijn achttiende verjaardag. De deal zou een transfersom van vierendertig miljoen euro omvatten, plus potentieel drieëntwintig miljoen euro aan prestatiegerelateerde bonussen. De transfer werd later uitgesteld tot na het WK voor clubs 2025.

## Clubstatistieken
| Seizoen | Club      | Competitie     | Competitie | Competitie | Beker | Beker | Internationaal | Internationaal | Totaal | Totaal |
| Seizoen | Club      | Competitie     | Wed.       | Dlp.       | Wed.  | Dlp.  | Wed.           | Dlp.           | Wed.   | Dlp.   |
| ------- | --------- | -------------- | ---------- | ---------- | ----- | ----- | -------------- | -------------- | ------ | ------ |
| 2023    | Palmeiras | Série A        | 1          | 0          | 0     | 0     | 0              | 0              | 1      | 0      |
| 2024    | Palmeiras | Série A        | 36         | 13         | 2     | 1     | 7              | 1              | 45     | 15     |
| 2025    | Palmeiras | Série A        | 25         | 5          | 2     | 2     | 10             | 5              | 37     | 12     |
| 2025/26 | Chelsea   | Premier League | 0          | 0          | 0     | 0     | 0              | 0              | 0      | 0      |
| Totaal  | Totaal    | Totaal         | 62         | 18         | 4     | 3     | 17             | 6              | 83     | 27     |

Bijgewerkt op 14 juli 2025.

## Interlandcarrière
Estêvão maakte op 6 september 2024 zijn debuut in het Braziliaans voetbalelftal toen in een kwalificatiewedstrijd voor het WK 2026 met 1–0 gewonnen werd van Ecuador door een doelpunt van Rodrygo. Estêvão moest van bondscoach Dorival Júnior op de reservebank starten en hij viel in de tweeënzestigste minuut in voor mededebutant Luiz Henrique (Botafogo).
| Interlands van Estêvão voor Brazilië | Interlands van Estêvão voor Brazilië | Interlands van Estêvão voor Brazilië | Interlands van Estêvão voor Brazilië | Interlands van Estêvão voor Brazilië | Interlands van Estêvão voor Brazilië |
| №                                    | Datum                                | Wedstrijd                            | Uitslag                              | Competitie                           | Goals                                |
| Als speler bij Palmeiras             | Als speler bij Palmeiras             | Als speler bij Palmeiras             | Als speler bij Palmeiras             | Als speler bij Palmeiras             | Als speler bij Palmeiras             |
| ------------------------------------ | ------------------------------------ | ------------------------------------ | ------------------------------------ | ------------------------------------ | ------------------------------------ |
| 1                                    | 6 september 2024                     | Brazilië – Ecuador                   | 1 – 0                                | WK 2026 kwalificatie                 |                                      |
| 2                                    | 10 september 2024                    | Paraguay – Brazilië                  | 1 – 0                                | WK 2026 kwalificatie                 |                                      |
| 3                                    | 14 november 2024                     | Venezuela – Brazilië                 | 1 – 1                                | WK 2026 kwalificatie                 |                                      |
| 4                                    | 19 november 2024                     | Brazilië – Uruguay                   | 1 – 1                                | WK 2026 kwalificatie                 |                                      |
| 5                                    | 6 juni 2025                          | Ecuador – Brazilië                   | 0 – 0                                | WK 2026 kwalificatie                 |                                      |

Bijgewerkt op 14 juli 2025.

## Erelijst
| Série A             | 1 | 2023 |
| Campeonato Paulista | 1 | 2024 |